# エマノイル・カラリス
エマヌイル・カラリス（Emmanouil Karalis，1999年10月20日 - ）はギリシャの棒高跳び選手。現在、ギリシャの国内記録を保持している。
2025年3月、ギリシャの棒高跳び選手として初めて、ヨーロッパ室内陸上競技選手権で金メダルを獲得した。